# Vestdijklaan
De Vestdijklaan is een bijna 2 km lange weg in de wijk De Wijert-Zuid in de stad Groningen.
De Vestdijklaan kan worden gezien als de zuidelijke en westelijke randweg van de wijk. Deze loopt vanaf het kruispunt met de Verlengde Hereweg/Rijksstraatweg naar het kruispunt met de Van Ketwich Verschuurlaan. De Bordewijklaan begint en eindigt bij de Vestdijklaan.
Hoewel de weg geheel binnen de bebouwde kom ligt, werd er, als gevolg van sluipverkeer, vaak harder gereden dan 50 km/h. De gemeente heeft daarom in 2019 besloten verkeersmaatregelen te nemen. De weg is gedeeltelijk versmald, er is een 30 km/h regime ingevoerd en er zijn gescheiden fietspaden aangelegd.